# Santa Cruz (Morropón)
Santa Cruz es un caserío peruano ubicado en el distrito de Yamango, perteneciente a la provincia de Morropón del departamento de Piura, al norte del Perú. 

## Ubicación
Santa Cruz se ubica al noreste de la provincia de Morropón, en el distrito de Yamango, en el departamento de Piura. 

## Demografía
En 2017 Santa Cruz tenía una población de 147 habitantes.
| Gráfica de evolución demográfica de Santa Cruz entre 1993 y 2017 |
|                                                                  |
| Fuentes: Población 1993 y 2017                                   |